# Elliðaey
Elliðaey  este o insulă nelocuită de origine vulcanică situată în arhipelagul Vestmannaeyjar din sudul țării. Are o suprafață de circa 0,45 km2.